# Дніпропетровський тепловозоремонтний завод
Дніпропетровський тепловозоремонтний завод спеціалізується на ремонті вантажних магістральних тепловозів серії 2ТЕ116, 2ТЕ10, маневрових ЧМЕ3, ТЕМ2, а також виготовленні більше 600 найменувань запасних частин.

## Історія
Завод був заснований в 1884 році як головні майстерні з ремонту паровозів  Катеринської залізниці (ремонтував до 200 одиниць паровозів і тендерів в рік). З 1929 року майстерні перейменували в завод. Під час Німецько-радянської війни завод евакуювали на Ташкентський паровозоремонтний завод і Омський паровозоремонтний завод, де окрім ремонту рухомого складу, завод займався виготовленням  авіабомб, снарядів, мін, мінометів, бронепоїздів та іншої необхідної продукції в ті важкі роки.
На заводі свого часу ремонтували паровози серії ФД, П36, Л та інші.
В 1965 році завод перейменували з паровозоремонтного в тепловозоремонтний.
В 1970-ті завод реконструювали. На початку 1990-х років завод виконував ремонт тепловозів серії ТЕ10, ЧМЕ3, тепловозних дизелів і виготовляв запчастини до них.
У березні 1995 року Верховна Рада України внесла завод до переліку підприємств, приватизація яких заборонена в зв'язку з їх загальнодержавним значенням.
У липні 1998 року завод був включений в перелік підприємств, що мають стратегічне значення для економіки і безпеки України .
У вересні 2004 року завод був переданий в управління міністерства транспорту і зв'язку України.
У 2007 році завод відремонтував 153 тепловоза (122 - для українських залізниць, 25 - для промислових підприємств України, 5 - для Туркменістану і 1 для Молдови), а також 478 колісних пар.
Розпочатий у 2008 році економічна криза ускладнила становище підприємства. У цих умовах, на ДТРЗ були зосереджені більшість замовлень міністерства транспорту України на капітальний ремонт рухомого складу та колісних пар .
У 2009 році завод виконав ремонт і технічне обслуговування 72 тепловозів і завершив 2009 рік із чистим прибутком 319 тис. гривень.
У 2010 році завод виконав ремонт і технічне обслуговування 79 тепловозів і завершив 2010 рік з чистим прибутком 110 тис. гривень.
У 2011 році становище підприємства поліпшилося, обсяги виробництва збільшилися , в результаті 2011 рік завод завершив з чистим прибутком 480 тис. гривень.
У 2012 році завод відремонтував 71 тепловоз і закінчив 2012 рік з чистим прибутком 227 тис. гривень.
У 2013 році завод відремонтував 86 тепловозів і завершив 2013 рік з чистим прибутком 1,05 млн гривень .
У червні 2014 року Кабінет міністрів України передав 100% акцій заводу у власність акціонерного товариства залізничного транспорту «Українська залізниця» .
У 2015 році завод відремонтував 5 тепловозів ЧМЕ3 для Південно-Західної залізниці і завершив 2015 рік з чистим збитком 6,48 млн гривень .
У відповідності до вимог Закону України «Про акціонерні товариства», наказів Міністерства інфраструктури України та наказу по підприємству № 446 від 23.05.2011 р. Відкрите акціонерне товариство «Дніпропетровський тепловозоремонтний завод» змінив свою назву. Відповідно до Статуту, новою назвою заводу є: Приватне акціонерне товариство «Дніпропетровський тепловозоремонтний завод» (ПрАТ «ДТРЗ»).